# District de Satna
Le district de Satna  (hindi : सतना जिला) est un district  de l'état du Madhya Pradesh, en Inde,

## Géographie
Au recensement de 2011, sa population compte 2 228 619 habitants.
Son chef-lieu est la ville de Satna. 